# Parotomys brantsii
Parotomys brantsii — один із двох видів муридових гризунів роду Parotomys. Він зустрічається в Ботсвані, Намібії та Південній Африці, де його природними середовищами існування є субтропічні або тропічні сухі чагарники та пасовища. Вперше його описав у 1834 році шотландський зоолог Ендрю Сміт, який назвав його на честь голландського зоолога та письменника Антона Брантса.

## Опис
Це досить великий вид з короткою тупою головою. Довжина голови і тіла самців становить приблизно 215 мм, тоді як самки трохи менші. Хвіст становить приблизно дві третини довжини голови й тіла. Розмір хвоста 7,5–10,5 см. Голова сірувато-біла, з рудою мордою і чолом. Вуха великі й округлі, з темною шкірою і короткими волосками. Волосяний покрив щільний і м'який; верх жовтуватий із вкрапленнями коричнево-чорних плям, окремі волоски мають темно-сірі основи та жовтуваті кінчики. Також є розсип довгих чисто чорних волосків, особливо вздовж хребта. Боки досить бліді, а черевна шкіра блідо-сіра, окремі волоски мають блідо-сіру основу та білуваті або блідо-жовті кінці. Ноги короткі, з довгими вузькими кігтями та чотирма пальцями на передніх лапах і п'ятьма на задніх. Хвіст добре вкритий шерстю, темно-коричневий зверху і оранжево-червоний з боків і знизу.

## Екологія
Вид живе в складній системі нір із кількома входами та кількома гніздовими камерами. У Намакваленді було виявлено, що нори займають в середньому 73 м2 і в середньому мають 93 входи. Ця велика кількість входів, деякі у відкритих, а деякі в прихованих місцях, допомагають денному гризуну швидко сховатися, коли загрожують хижаки. При виявленні потенційної небезпеки лунає пронизливий вигук; він короткий для неминучої небезпеки, такої як швидкий хижий птах, але більш тривалий для повільної загрози, такої як змія. Розмір популяції змінюється, з щільністю понад 50 особин на гектар у сприятливі сезони розмноження. Вид найбільш активний рано вранці та поблизу сутінків. Дієта складається з листя, стебел, трав, сукулентів і цибулин, але не насіння або інших сухих матеріалів.